# Театр Бергонье
Театр Бергонье — основан в 1868 году в Киеве французским предпринимателем Огюстом Бергонье.

## История театра
О. Бергонье приобрел земельный участок на пересечении Кадетской улицы (позже Фундуклеевской, позже улица Ленина, ныне улица Богдана Хмельницкого № 5) и Новоелизаветинской улице (теперь улица Пушкинская). В сентябре 1874 года здесь было построено частично-деревянное помещение цирка. В феврале 1875 году было возведено каменное двухэтажное помещение (архитектор Н. Николаев). В декабре того же года помещение арендовал князь В. Д. Оболенский для театра-цирка «Аль-Казар».
В сентябре 1878 года Бергонье построил ещё один двухэтажный дом; во внутренней части находился театр, на втором этаже — гостиница «Лион». С 1878 года театр арендовали различные антрепренёры: русский драматург Н. Н. Савин и его опереточная труппа, театральные группы С. С. Иваненко, И. Я. Сетов. В октябре — декабре 1882 года в театре выступала труппа Григория Ашкаренко с участием Марка Кропивницкого (поставлена мемориальная доска Кропивницкому М. Л.), в 1883 году — театральная труппа М. П. Старицкого. В 1883 году помещение перестроили под драмтеатр. Начиная с 1884 года в течение семи лет в театр Бергонье приезжали на гастроли «Московское общество драматических актеров» возглавляемое М. М. Соловцовым, а в 1891 году он основал антрепризный-передвижной «Соловцов Театр».
С 20 декабря 1897 года в театре начались постоянные массовые демонстрации фильмов. В театре гастролировали итальянские оперные труппы с участием Мазини, Модеста, Гамба, Арисмонди, Арамбуро. Руководство театра продолжило практику приглашения антрепризных и передвижных театральных трупп, поскольку Николай Соловцов перешел со своей труппой в новый свой театр, который и назвал Драматический театр Соловцова.
В октябре 1917 года в Театре Бергонье проходило объединенное заседание Киевского Совета рабочих и солдатских депутатов и представителей гарнизона, профсоюзов и фабзавкомов, принявших решение о вооруженном восстании и избравшей революционный комитет. В 1917—1918 годах в театре Бергонье работал Театр миниатюр, возглавляемый российским актером П. М. Милорадовичем, в 1917 году состоялись выступления «Молодого театра», в 1919 году — Театр Красной Армии.
В апреле 1919 года помещение театра было передано Первому театру Украинской Советской Республики им. Т. Г. Шевченко, который работал в нём до зимы 1923 года. В течение 1922—1925 годов здесь находились и другие театры (в основном передвижные), в частности, в 1924 году — театр «Березиль», который возглавлял Лесь Курбас. В 1925 году принято решение о его частичной реставрации, которая была закончена в 1926 году.